# Nematollah Nassiri

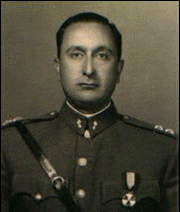
Nematollah Nassiri

Nematollah Nassiri (persisch نعمت‌الله نصیری; * 4. August 1910 in Semnan; † 16. Februar 1979) war der ehemalige Chef der Kaiserlichen Leibgarde des iranischen Schahs Mohammad Reza Pahlavi und von 1965 bis 1978 Direktor des iranischen Geheimdienstes SAVAK.
Nematollah Nassiri war 1953 am Putsch gegen Mohammad Mossadegh beteiligt (siehe Operation Ajax). Er hatte die Order, das kaiserliche Dekret der Absetzung Mossadeghs an diesen zu überbringen. Am Abend des 15. August 1953 wurde er vor dem Hause Mossadeghs von Mossadegh ergebenen Truppen unter Führung von Oberst Momtaz verhaftet.
Nach dem Putsch wurde Nassiri zum General befördert und löste 1965 den bisherigen Chef des Geheimdienstes SAVAK, Hassan Pakravan, ab, da dieser, so der Schah „gegenüber Verdächtigen zu weich“ zu sein schien. Die Ablösung Pakravans, so Gérard de Villiers, bedeutete die Ablösung eines gebildeten Intellektuellen durch einen Mann mit Schneid […] kaum jemand ist geeigneter, diesen Geheimdienst, der einen so schreckenerregenden Ruf besitzt, zu leiten.
1978 wurde Nassiri überraschend von seinem Posten enthoben und durch Nasser Moghadam ersetzt. Die Entlassung gilt als Folge der wachsenden Unruhen im Iran. „Zwölf Jahre stand General Nassiri an der Spitze dieses wegen seiner Brutalität berüchtigten Geheimdienstes und war in dieser Eigenschaft zugleich stellvertretender Ministerpräsident und Flügeladjutant des Schahs. Künftig wird er als Botschafter in Pakistan Dienst tun“, schreibt Die Zeit über seine Ablösung. Nach der Islamischen Revolution gehörte Nassiri zu den ersten Angehörigen des Schahregimes, die hingerichtet wurden.